# Daskalogiannis
Daskalogiannis, pseudonimo di Ioannis Vlachos (Anopolis, 1722 o 1730 – Candia, 17 giugno 1771), è stato un armatore e costruttore navale greco che guidò una rivolta cretese contro il dominio ottomano nel XVIII secolo.

## Vita e carriera

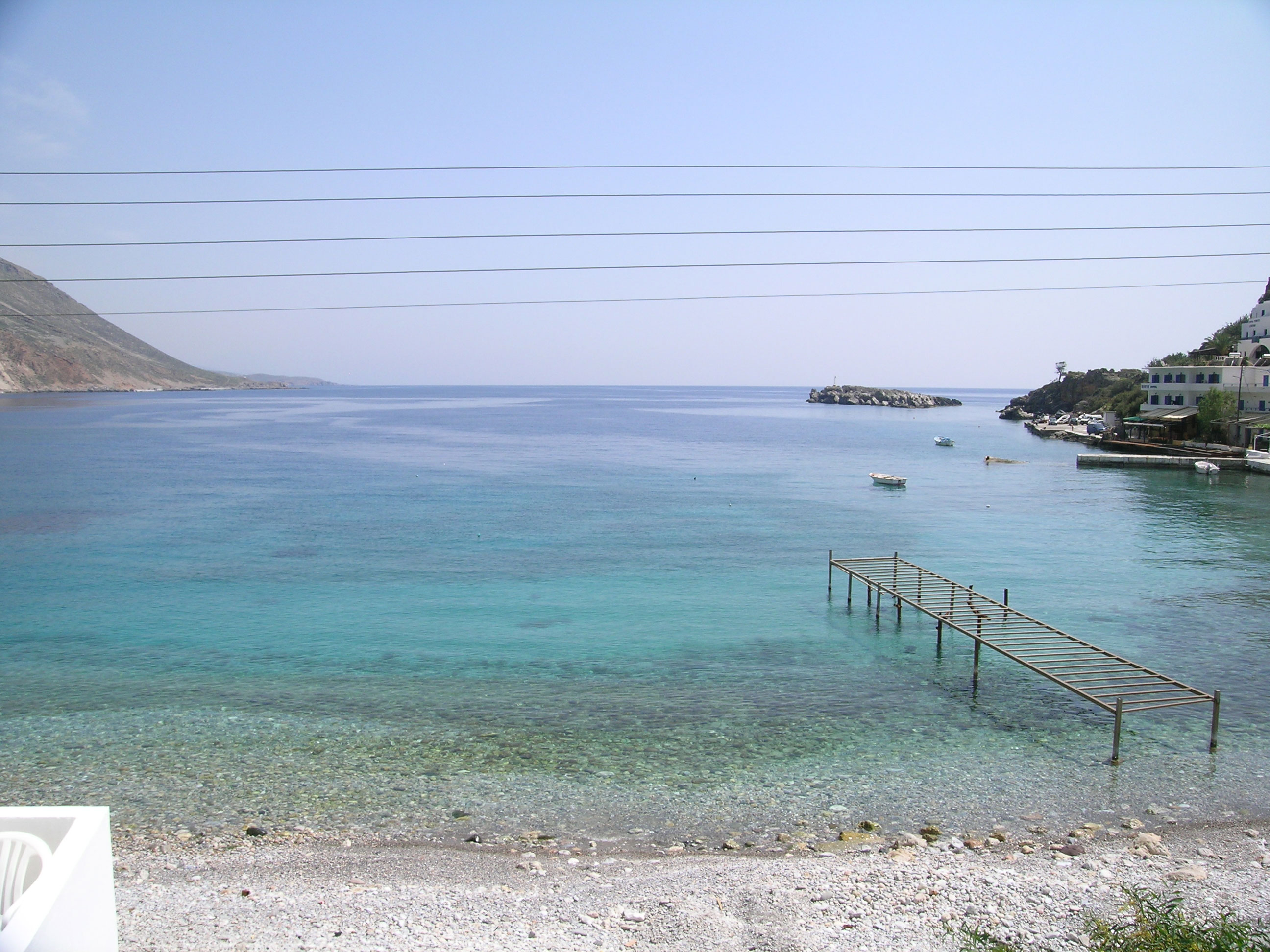
Il golfo di Loutro con l'isolotto di Loutro sulla destra.

Ioannis Vlachos nacque nel villaggio di Anopolis a Sfakia, una regione semi-autonoma di Creta, nel 1722 o 1730. Suo padre, che era anche un ricco armatore, lo mandò a studiare all'estero. Per via della sua educazione, i suoi compatrioti lo chiamavano "Daskalos" (maestro), da qui il suo soprannome Daskalogiannis, letteralmente "Giovanni il Maestro". Viene indicato come impiegato comunale nel 1750, come presidente della regione di Sfakia nel 1765 e come proprietario di quattro navi mercantili a tre alberi. Questi sarebbero salpati da Prosyalo e dal golfo di Loutro.
Daskalogiannis conosceva Emmanouil Benakis a Mani ed è probabile che Benakis lo abbia presentato al conte Orlov che Caterina la Grande aveva inviato nel Peloponneso nel 1769 per istigare una rivolta in loco. Molti uomini di Sfakia parteciparono anche alla rivolta che Orlov istigò nel Peloponneso.

## Capo della rivolta
All'inizio del 1770 fu contattato da emissari russi, che speravano di istigare una rivolta tra i sudditi greci dell'Impero ottomano. Daskalogiannis accettò di finanziare e organizzare una ribellione a Sfakia contro le autorità turche quando gli emissari russi promisero di sostenerlo. Nella primavera del 1770, Daskalogiannis fece i preparativi per la rivolta; riunì uomini, fucili e rifornimenti e fece costruire le difese in punti strategici. Tuttavia, la flotta russa nell'Egeo, sotto il conte Orlov, non salpò per Creta e la rivolta fu lasciata alle proprie risorse. La rivolta iniziò il 25 marzo 1770, con la bandiera issata presso la chiesa di Agios Georgios di Anopolis, e per un breve periodo alcune parti di Creta ebbero gli attributi di una nazione indipendente, comprese le proprie monete coniate in una grotta vicino Hora Sfakion.
L'intervento russo, promesso a Daskalogiannis, non si concretizzò e la rivolta non si estese alle pianure. Senza supporto esterno, fu brutalmente abbattuta dalle forze turche superiori dell'isola, che sconfissero facilmente i 1.300 ribelli. Sfakia fu per la prima volta completamente dominata dalle forze turche. Daskalogiannis si arrese con 70 uomini al castello di Frangokastello vicino Hora Sfakion. Per ordine del Pascià di Candia (Heraklion), fu torturato fuori dalla fortezza del porto di Heraklion, scuoiato vivo e giustiziato il 17 giugno 1771. Si dice che abbia subito la tortura in silenzio. I turchi costrinsero il fratello di Daskalogiannis ad assistere alla torturante esecuzione, che presumibilmente lo fece impazzire.

## Memoria
Daskalogiannis è stato immortalato in diversi racconti e canti popolari, il più importante dei quali è la celebre ballata epica di Barba-Pantzelios, un povero casaro di Mouri – To tragoudi tou Daskalogianni del 1786:
…Φτάνουν στο Φραγκοκάστελο και στον πασά ποσώνου,
κι εκείνος δούδει τ' όρντινο κι ευτύς τσοι ξαρματώνου.
ους τσοι ξαρματώσασι και τσοι μπισταγκωνίζου
και τότες δα το νιώσασι πως δεν ξαναγυρίζου.
. . . Arrivano a Frangokastello e si arrendono al pascià,
e dà l'ordine di disarmarli subito.
Erano tutti disarmati e a disagio,
per ora sentivano che non sarebbero mai tornati a casa.
La tradizione afferma che prima che Daskalogiannis e i suoi pochi uomini facessero la loro ultima resistenza contro gli ottomani, ballarono la danza di guerra di Pentozalis.
L'aeroporto internazionale di Chania (CHQ/LGSA) porta il nome di Daskalogiannis. Una statua commemorativa può essere vista nella sua città natale Anopolis. Uno dei traghetti regolari nelle rotte sud-est di Creta si chiama Daskalogiannis.